# ISO 3166-2:PN
Pour un article plus général, voir ISO 3166-2.
 (août 2024).

Îles Pitcairn

ISO 3166-2:PN est l'entrée pour les Îles Pitcairn dans l'ISO 3166-2, qui fait partie du standard ISO 3166, publié par l'Organisation internationale de normalisation (ISO), et qui définit des codes pour les noms des principales administration territoriales (e.g. provinces ou États fédérés) pour tous les pays ayant un code ISO 3166-1.
Les Îles Pitcairn sont un territoire britannique d'outre-mer sous souveraineté du Royaume-Uni.
Actuellement aucun code ISO 3166-2 n'est défini pour les îles Pitcairn.
Les Îles Pitcairn sont officiellement assignés au code ISO 3166-1 alpha-2 PN.